# Касос
Касос (на гръцки: Κάσος) е гръцки остров в югоизточната част на Егейско море, част от Додеканезите. В административно отношение попада в областта Южен Егей.

## Общи сведения
Касос е разположен между островите Карпатос и Крит. Площта му е 66 km², бреговата му ивица е дълга 59 km, а най-високата му точка е 550 m над морското равнище.

## История
На Касос са открити следи от поселения още от 3-4 хил.години пр.н.е. със силно влияние на минойската цивилизация. Омир споменава в своята Илиада Касос като участник в Троянската война заедно с останалите Додеканезки острови. След завладяването на Касос от Римската империя той е включен към XXVIII провинция, чийто управител резидира на Родос. По време на византийското управление със създаването на темите като военно-административни области, Касос попада в тема Крит. През 1207 г. островът е завладян от Република Венеция и остава в нейно владение до 1537 г., когато е превзет от османците.
През 1824 г. Касос е опустошен от египетски войски, 1000 мъже са избити, голям брой жени са отвлечени, целият остров е предаден на огъня и опустява за дълго.
През 1859 г. много местни жители емигрират в Египет, където работят по изграждането на Суецкия канал и въпреки трудните условия с липсата на вода и епидемиите от тиф и холера се установяват там за постоянно.
През 1912 г. Италия завладява Касос, който дотогава все още е под османска власт, и остава под неин контрол до края на Втората световна война. През 1947 г. става част от Гърция.

## Население
На острова има пет села, административен център на които е село Фри. През 2001 г. населението на Касос наброява 1080 жители докато през годините, в които процъфтява, то е достигало 12000 души.

## Транспорт
От единственото пристанище на острова, намиращо се при село Фри, тръгват фериботи за Крит и Пирея. Край селото е изградено и летище, което извършва полети до Атина, Родос и Карпатос.

## Културни събития
На Касос се празнуват няколко фестивала в течение на годината, при които се спазват стриктно обичаите характерни за острова и се поднасят специфични ястия от местната кухня. Сред най-големите са фестивалът посветен на Св. Марина на 17 юли, на Св. Спиридон на 12 декември и на 21 май в чест на Св. Константин и Елена.